# Sonora (Kalifornija)
Sonora je grad u američkoj saveznoj državi Kalifornija. Prema popisu stanovništva iz 2010. u njemu je živjelo 4.903 stanovnika.